# 阿列河畔米尔
阿列河畔米尔（法語：Mur-sur-Allier，法語發音：[myʁ syʁ alje]）是法国多姆山省的一个市镇，属于克莱蒙费朗区。该市镇于2019年由原市镇默泽勒和达莱合并而成，行政中心位于默泽勒。

## 地名
该市镇位于阿列河（Allier）畔，米尔山（Puy de Mur）脚下，因而得名。

## 地理
阿列河畔米尔（45°45'21"N, 3°14'35"E）面积15.07 平方千米，位于法国奥弗涅-罗讷-阿尔卑斯大区多姆山省，该省份为法国中南部省份，北起阿列省接壤，东临卢瓦尔省，南至上盧瓦爾省和康塔爾省，西接科雷兹省和克勒兹省。
与阿列河畔米尔接壤的市镇（或旧市镇、城区）包括：蓬迪沙托、韦尔泰宗、绍里亚、阿列河畔圣博内、阿列河畔佩里尼亚、奥弗涅地区库尔农、朗德。
阿列河畔米尔的时区为UTC+01:00、UTC+02:00（夏令时）。

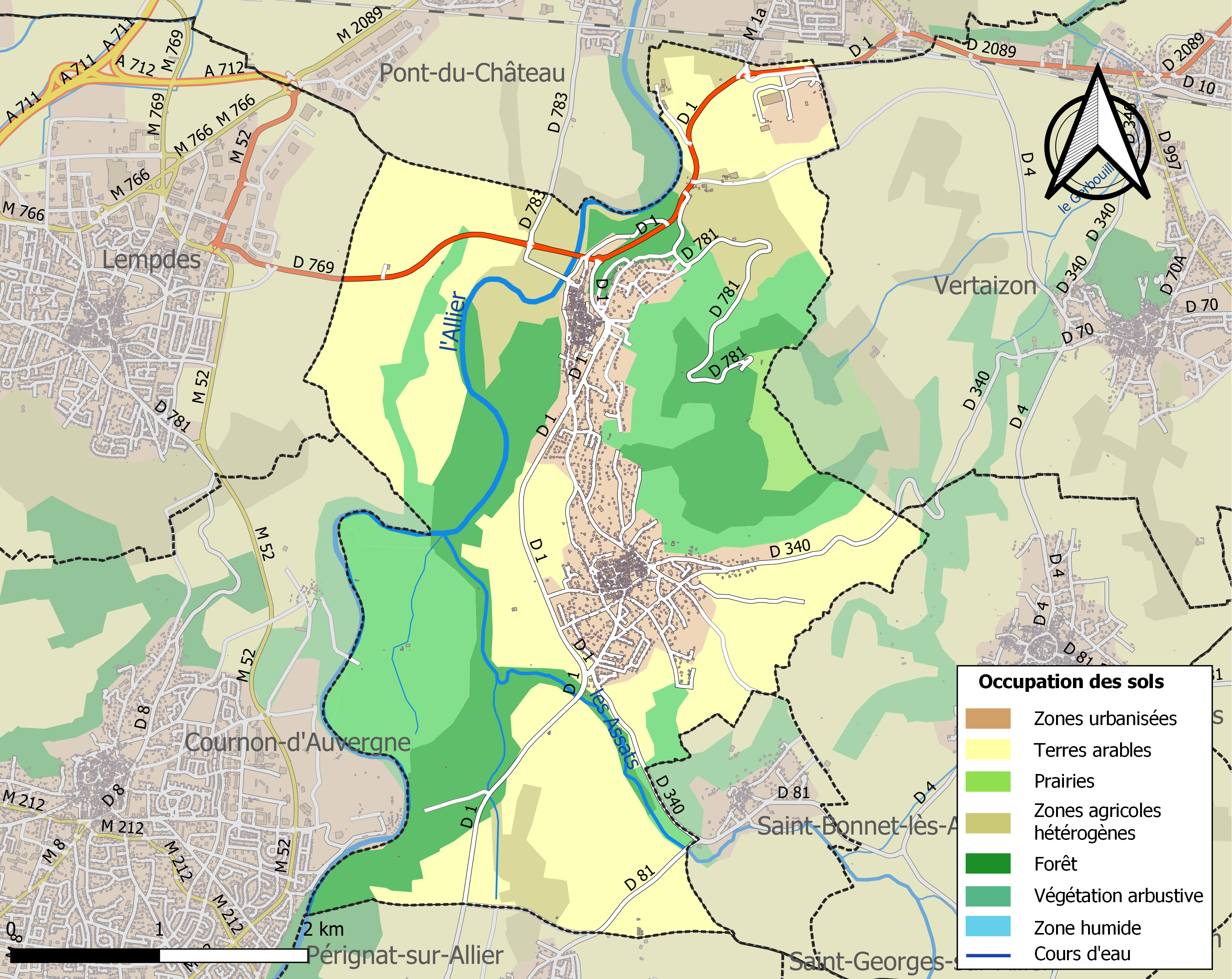
阿列河畔米尔的OSM定位图

## 行政
阿列河畔米尔的邮政编码为63115，INSEE市镇编码为63226。

## 政治
阿列河畔米尔所属的省级选区为蓬迪沙托县。

## 人口
阿列河畔米尔于2022年1月1日时的人口数量为3102人。